# Friedrich von Hagenow
Karl Friedrich Hagenow, ab 1802 von Hagenow, ab 1863 von Hagenow-Nielitz (* 19. Januar 1797 auf Gut Langenfelde; † 18. Oktober 1865 in Greifswald) war ein Naturwissenschaftler und Prähistoriker des frühen 19. Jahrhunderts in Greifswald.

## Familie
Friedrich Hagenow war der älteste Sohn des am 16. Februar 1802 in Wien in den Reichsadelsstand als von Hagenow erhobenen Gutsbesitzers Friedrich Christoph Karl Hagenow (1758–1812), Gutsherr auf den Gütern Engelswacht, Glewitz, Medrow, Benkenhagen, Kordsmühlen und Langenfelde (alle Landkreis Grimmen in Vorpommern), und der Marie Mentz (1772–1844), Gutsherrin auf Nielitz (Landkreis Grimmen).
Er heiratete am 4. Juni 1819 auf Gut Ahrenshagen im Landkreis Franzburg Elisabeth Karoline Hennings (* Gut Ahrenshagen 9. September 1791; † 1867 in Greifswald), eine Tochter des Pastors von Ahrenshagen. Aus der Ehe entstammten drei Töchter und zwei Söhne. Zwei der Kinder starben früh. Der Sohn Friedrich-Karl übernahm später das Gut Nielitz, eine Tochter heiratete den Stettiner Medizinalrat Glubrecht, eine andere den Greifswalder Major von Winterfeld.

## Leben
Durch seinen Hauslehrer, den späteren Professor für Mathematik und Physik, Gustav Salomon Tillberg, erhielt Hagenow zahlreiche Anregungen für seine naturwissenschaftlichen Arbeiten auf dem Gebiet der Mathematik, Technologie, Landwirtschaft und Veterinärmedizin. Der aus Schweden stammende Tillberg, der 1803 in Greifswald promoviert wurde, führte seinen Zögling im Alter von 12 Jahren zur Hochschulreife. 1809 begann Friedrich von Hagenow an der Universität Greifswald ein Studium der Angewandten Mathematik und Mechanik. Auf Wunsch seines Vaters gehörten auch Landwirtschaft und Tierarzneikunde zu seinen Studieninhalten.  
Nach dem Tod seines Vaters 1812 arbeitete er bis 1814 als Adjunkt im Justizamt Dargun in Mecklenburg, wo er eine Ausbildung in Ökonomie und Verwaltungswesen erhielt. 1815 zog er zur Erlernung der praktischen Landwirtschaft zunächst als Volontär auf das Gut seiner Verwandten nach Groß Schoritz auf Rügen. Der Kontakt mit dem an der Vorgeschichte Rügens sehr interessierten Pastor Bernhard Olivier Frank (1758–1833) aus Bobbin, insbesondere die Besichtigung dessen damals bekannter naturwissenschaftlicher und prähistorischer Sammlung, weckte in dieser Zeit nachweislich seit 1816 sein Interesse an den Fragen der Altertumswissenschaft. 
Von 1817 bis 1818 leistete er seinen Wehrdienst als Einjährig-Freiwilliger beim Garde-Schützen-Bataillon in Berlin, wo er an der Friedrich-Wilhelms-Universität unter anderem Vorlesungen des Agrarwissenschaftlers Albrecht Daniel Thaer besuchte. Anschließend lebte er bis 1823 mit seiner Familie, er hatte 1819 geheiratet, als Gutspächter auf Poggenhof bei Schaprode. Die Landwirtschaft erwies sich nicht als die eigentliche Berufung Hagenows, sodass er sich 1823 als Privatgelehrter in Loitz bei Demmin niederließ. Dort entwickelte er für die Universität Greifswald mehrere optische und physikalische Instrumente sowie 1824 ein Verfahren gehärteten Stahl mit Eisen und anderen Metallen ohne Verlust der Härte zu verbinden. 

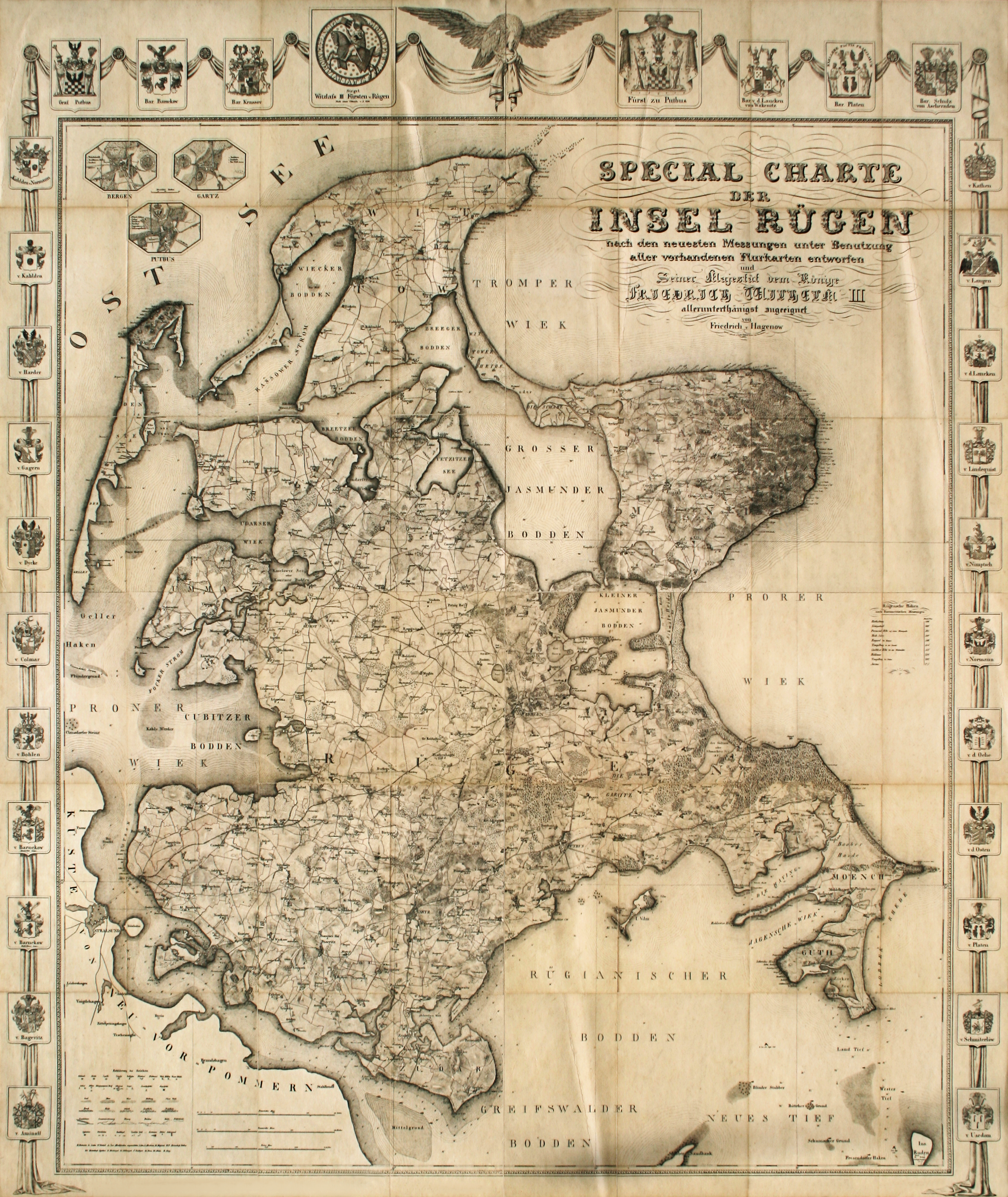
Special Charte der Insel Rügen

Seit 1825 stand er in Kontakt mit dem Oberpräsidenten der Provinz Pommern, Johann August Sack, der ihn in die Gesellschaft für pommersche Geschichte und Altertumskunde berief. 1826 gehörte er neben Johann Gottfried Ludwig Kosegarten und Karl Schildener zu den Gründungsmitgliedern der Rügisch-Vorpommerschen Abteilung mit Sitz in Greifswald. Er erbot sich, die 1825 von der Stettiner Abteilung beschlossene Landesaufnahme für Neuvorpommern durchzuführen. Noch im gleichen Jahr begann er mit den Arbeiten auf Rügen, die er 1828 abschließen konnte. Seine „Special Charte der Insel Rügen“, in der er die Anfang des 19. Jahrhunderts bekannten vorgeschichtlichen Grabhügel, Großsteingräber, Wüstungen und Opfersteine kartierte, war die erste topografisch genaue Rügenkarte.
1832 siedelte er nach Greifswald über, wo er am Ryck das erste deutsche Schlämmkreidewerk gründete, das er mit selbst konstruierten Maschinen ausrüstete. Gleichzeitig hatte er sämtliche Kreidebrüche auf Rügen gepachtet. In den Jahren 1835 bis 1838 hielt er an der Landwirtschaftlichen Akademie in Eldena Vorlesungen über Angewandte Mathematik. In dieser Zeit verlagerte er den Schwerpunkt seiner wissenschaftlichen Forschungen auf die Paläontologie. Durch seine Anlage zur Aufbereitung der auf Jasmund gewonnenen Kreide kam er in den Besitz einer großen Zahl von Fossilien der Rügener Kreide, in deren Systematik er sich einarbeitete. Seine Forschungen auf diesem Gebiet gipfelten in einer dreiteiligen Monografie, die zwischen 1839 und 1842 im Neuen Jahrbuch für Mineralogie, Geognosie, Geologie und Petrefaktenkunde erschien. Um das mikroskopische Zeichnen der Fossilien zu erleichtern, hatte er 1851 den „Dikatopter“ erfunden, eine Art Camera Lucida. 

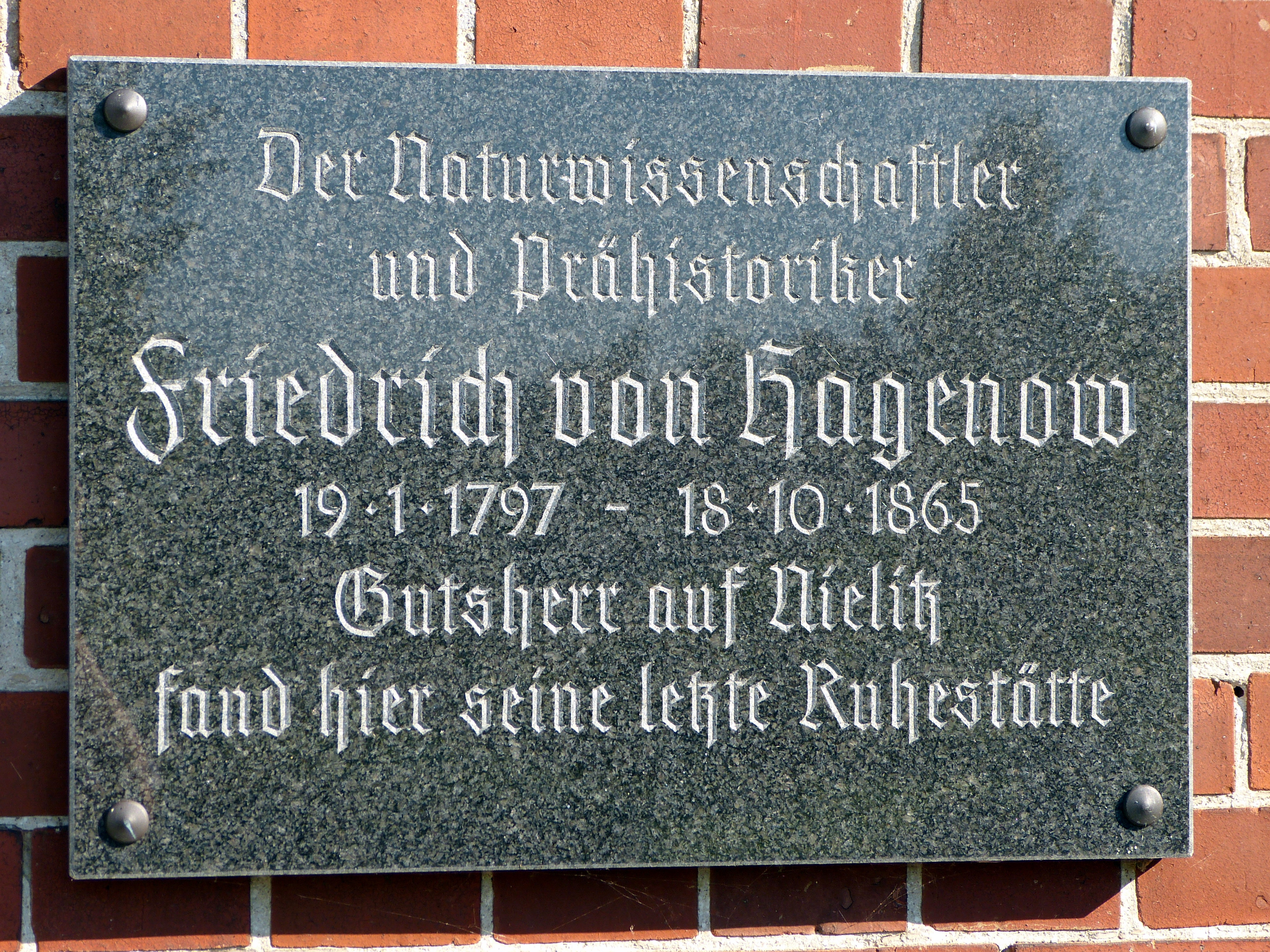
Gedenktafel an der Kirche Gülzowshof

Weitere Erfindungen waren ein verbesserter Aderlassschnäpper (1850) sowie ein Verfahren alte Siegel wiederherzustellen und neue Stempel danach anzufertigen (1851).
Friedrich von Hagenow war zeitweise Geschäftsführer der Deutschen Geologischen Gesellschaft und galt als einer der besten Geologen seiner Zeit. Er stand unter anderem mit Alexander von Humboldt und Leopold von Buch in Briefwechsel. 
1843 wurde er zum Regierungskondukteur ernannt.
1845 kam Hagenow durch Erbschaft in den Besitz des mütterlichen Gutes Nielitz, dessen Erträge ihn zu einem reichen Mann machten. 
Am 9. Dezember 1863 erhielt er die königlich preußische Erlaubnis zur Namen- und Wappenmehrung als von Hagenow-Nielitz, genannt nach seinem Gut Nielitz.
Dem Genuss seines Wohlstands durch ausgedehnte Reisen und Sammeltätigkeit setzten nach und nach gesundheitliche Probleme enge Grenzen. Ein langwieriges Augenleiden führte schon mit 57 Jahren zur völligen Erblindung des Forschers. Am 18. Oktober 1865 starb Hagenow an den Folgen eines Schlaganfalls. Er wurde in Gülzowshof beigesetzt.
Seine prähistorische Sammlung wurde vom Provinzialmuseum für Neuvorpommern und Rügen in Stralsund angekauft. Weitere Sammlungen gingen an das Museum in Stettin.

## Forschungsschwerpunkte
Hagenow arbeitete als Privatgelehrter auf dem Gebiet der Natur- und Geisteswissenschaften. Für die Fächer Paläontologie und Ur- und Frühgeschichte haben seine Arbeiten zu den Kreide-Versteinerungen Neuvorpommerns und Rügens (1842), den Bryozoen der Maastrichter Kreide (1851) sowie zu Fälschungen von Runensteinen (1826) und Pfahlbauten (1865) heute noch forschungsgeschichtliche Bedeutung. Bereits 1820 erschienen seine „Beiträge zur Ornithologie Pommerns“. Die „Special Charte der Insel Rügen“ (Berlin 1829) dokumentiert den Bestand von vorgeschichtlichen Grabhügeln und Großsteingräbern vor der ersten großen Zerstörung vorgeschichtlicher Grabanlagen durch die Intensivierung der Landwirtschaft am Ende des 19. Jahrhunderts.

## Ehrungen und Auszeichnungen
- 1830 Ehrendoktortitel der philosophischen Fakultät der Universität Greifswald

## Mitgliedschaften
- Deutsche Geologische Gesellschaft
- Société géologique de France
- Palaeontographical Society in London

## Schriften
- Aspidura Ludeni. In: Palaeontographica, Erster Band, Erste Lieferung August 1846, Cassel 1851, S. 21–22, Tab. I